# Xã Janesville, Quận Waseca, Minnesota
Xã Janesville (tiếng Anh: Janesville Township) là một xã thuộc quận Waseca, tiểu bang Minnesota, Hoa Kỳ. Năm 2010, dân số của xã này là 513 người.